# Kałęczyn (Dźwierzuty)
Kałęczyn (deutsch Kallenczin, 1938 bis 1945 Kallenau) ist ein Dorf in der polnischen Woiwodschaft Ermland-Masuren. Es gehört zur Gmina Dźwierzuty (Landgemeinde Mensguth) im Powiat Szczycieński (Kreis Ortelsburg).

## Geographische Lage
Kałęczyn liegt 300 Meter nördlich des Rheinswein-Sees (polnisch Jezioro Rańskie) in der südlichen Mitte der Woiwodschaft Ermland-Masuren, 18 Kilometer nördlich der Kreisstadt Szczytno (deutsch Ortelsburg).

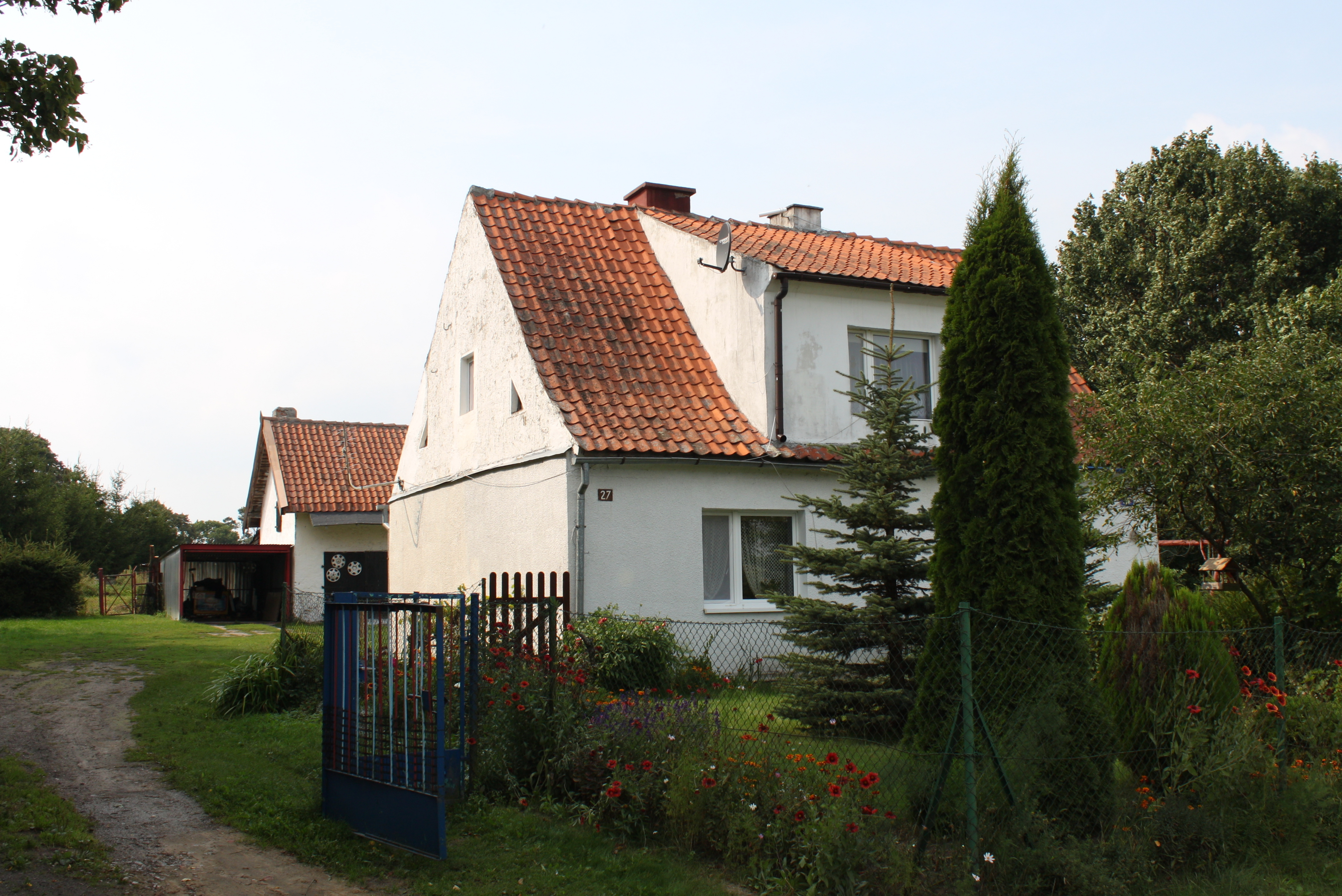
Wohnhaus in Kałęczyn

## Geschichte
Das nach 1785 Kallenczienen und nach 1820 Kallentzien genannte kleine Dorf gehörte ursprünglich zu den „Rheinsweinschen Gütern“ der Familie Küchmeister von Sternberg. Es wird vermutet, dass es bereits 1436 bestanden hat. 1717 gehörte es zum Besitz des Georg Christoph Küchmeister von Sternberg. 1762 wurden im Scharwerksdorf Kallenczin zwölf Bauern und zwei Gärtner genannt.
1874 wurde Kallenczin in den neu errichteten Amtsbezirk Salleschen (auch: Saleschen, polnisch Zalesie) eingegliedert, der – 1938 in „Amtsbezirk Rheinswein“ umbenannt – bis 1945 bestand und zum ostpreußischen Kreis Ortelsburg gehörte.
Zu Beginn des 20. Jahrhunderts ging das Gut Kallenczin in den Besitz der Familie von Massenbach über. Im Jahre 1910 zählte das Dorf 263 Einwohner, 1933 waren es 421. Aufgrund der Bestimmungen des Versailler Vertrags stimmte die Bevölkerung im Abstimmungsgebiet Allenstein, zu dem Kallenczin gehörte, am 11. Juli 1920 über die weitere staatliche Zugehörigkeit zu Ostpreußen (und damit zu Deutschland) oder den Anschluss an Polen ab. In Kallenczin stimmten 184 Einwohner für den Verbleib bei Ostpreußen, auf Polen entfielen keine Stimmen.
Am 3. Juni – amtlich bestätigt am 16. Juli – 1938 wurde Kallenczin aus politisch-ideologischen Gründen der Abwehr fremdländisch klingender Ortsnamen in „Kallenau“ umbenannt. Die Einwohnerzahl belief sich 1939 auf 414.
In Kriegsfolge wurde Kallenau 1945 mit dem gesamten südlichen Ostpreußen an Polen überstellt und erhielt die polnische Namensform „Kałęczyn“. Heute ist es eine Ortschaft im Verbund der Landgemeinde Dźwierzuty (Mensguth) im Powiat Szczycieński (Kreis Ortelsburg), bis 1998 der Woiwodschaft Olsztyn, seither der Woiwodschaft Ermland-Masuren zugehörig.

## Kirche

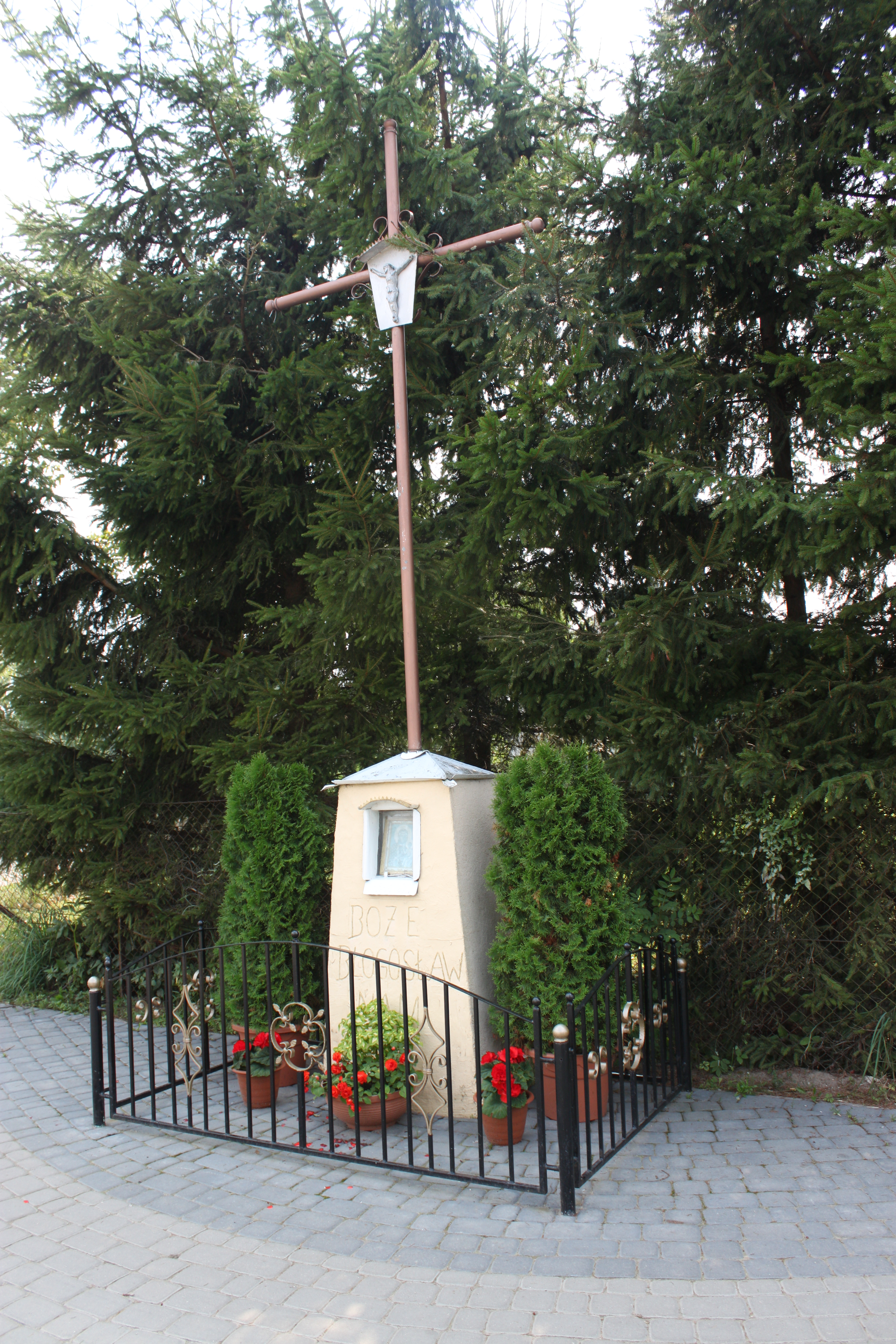
Wegkreuz in Kałęczyn

Bis 1945 war Kallenczin resp. Kallenau in die evangelische Kirche Rheinswein in der Kirchenprovinz Ostpreußen der Kirche der Altpreußischen Union und außerdem in die katholische Kirche Mensguth im damaligen Bistum Ermland eingepfarrt.
Katholischerseits gehört Kałęczyn heute zur Pfarrei der St.-Johannes-der-Täufer-Kirche in Targowo (Theerwisch) im jetzigen Erzbistum Ermland. Evangelischerseits ist die Kirche Rańsk weiterhin Orientierungspunkt. Sie ist heute eine Filialkirche der Pfarrei in Szczytno in der Diözese Masuren der Evangelisch-Augsburgischen Kirche in Polen.

## Schule
Bis 1872 gingen die Kinder von Kallenczin in Rheinswein zur Schule. 1927/28 wurde ein Schulgebäude errichtet, das auf zwei Klassen ausgerichtet war.

## Verkehr
Kałęczyn liegt verkehrsgünstig an der Woiwodschaftsstraße 600, die die Regionen Mrągowo (Sensburg) und Szczytno (Ortelsburg) verbindet. Über eine Nebenstraße von Borki Wielkie (Groß Borken) kommend, besteht Anbindung an die Landesstraße 16 (einstige deutsche Reichsstraße 127). Zu den Nachbarorten Targowo (Theerwisch) und Jabłonka (Jablonken, 1938 bis 1945 Wildenau) führt eine weitere Nebenstraße.
Eine Anbindung an den Bahnverkehr besteht nicht.